# Nyemvura
Nyemvura är ett periodiskt vattendrag i Burundi.   Det ligger i provinsen Rutana, i den centrala delen av landet, 110 km öster om huvudstaden Bujumbura.
Omgivningarna runt Nyemvura är huvudsakligen savann. Runt Nyemvura är det ganska tätbefolkat, med 100 invånare per kvadratkilometer.